# Naka (croiseur)
Pour les articles homonymes, voir Naka.
Le Naka (那珂) était un croiseur léger de classe Sendai en service dans la Marine impériale japonaise. Le navire est baptisé sous le nom du fleuve Naka, située dans les préfectures de Tochigi et d'Ibaraki, au Japon.

## Historique
Sa quille est posée par la société Mitsubishi de Yokohama le 10 juin 1922, il est lancé le 24 mars 1925 et mis en service le 30 novembre 1925.
Le 26 novembre 1941, le Naka devient navire amiral de la 4e flottille de destroyers, sous le Contre-amiral Shōji Nishimura. Au moment de l'attaque sur Pearl Harbor, le Naka est engagé dans l'invasion du sud des Philippines avec la 3e flotte du Vice-amiral Ibo Takahashi, transportant des véhicules et des troupes de la 48e division de l'Armée impériale japonaise. Le Naka est légèrement endommagé à la suite d'un mitraillage par cinq bombardiers Boeing B-17 Flying Fortress, des Seversky P-35 et des Curtiss P-40 Kittyhawk de l'USAAF des Forces aériennes d'Extrême-Orient.
En janvier 1942, la 4e flottille de destroyers est assignée à l'invasion des Indes orientales néerlandaises, escortant un convoi transportant la Kure n ° 2 « forces navales spéciales de débarquement » et la Brigade Sakaguchi de Tarakan à Balikpapan. Le 24 janvier 1942, pendant le débarquement des troupes à Balikpapan, le sous-marin de la Marine royale néerlandaise HNLMS K XVIII, opérant en surface en raison du mauvais temps, tire quatre torpilles en direction du Naka, mais le rate. L'amiral Shōji Nishimura ordonne alors au Naka et à ses destroyers de poursuivre le sous-marin, ce qui permet à la Task Force 5 (comprenant les destroyers Parrott, Pope, John D. Ford et Paul Jones), d'attaquer le convoi japonais maintenant non protégé, et coulant alors plusieurs transports.
À la fin de février 1942, la 4e flottille de destroyers escorte des transports, comprenant la 48e division, à Makassar, aux Célèbes et à l'est de Java. À l'avant du convoi se trouve la 2e flottille de destroyers composée des croiseurs Jintsū, Nachi et Haguro. Le Naka occupe donc une position centrale lors de la première bataille de la mer de Java le 27 février 1942.
À 15 h 47, les croiseurs japonais Haguro, Nachi et Jintsū, avec les destroyers Inazuma, Yukikaze, Tokitsukaze, Amatsukaze, Hatsukaze, Ushio, Sazanami, Yamakaze et Kawakaze, engagent la Strike Force du Contre-Amiral néerlandais Karel Doorman, comprenant les croiseurs lourds HMS Exeter et USS Houston, les croiseurs légers HMAS Perth, HNLMS Java et HNLMS De Ruyter et neuf destroyers, les HMS Electra, HMS Encounter, HMS Jupiter, HNLMS Kortenaer, HNLMS Witte de With, USS Alden, USS John D. Edwards, USS John D. Ford et USS Paul Jones.
À 16 h 03, le Naka et son escadron de destroyers comprenant les Asagumo, Minegumo, Murasame, Harukaze, Samidare et le Yūdachi tirent 43 torpilles de type 93 à environ 14 860 mètres de la force alliée, coulant le Kortenaer. Les destroyers tirent alors 56 autres torpilles (dont 8 pour le Naka), mais toutes ratent leurs cibles. Dans les actions qui s'ensuivirent, l'Asagumo coula l'Electra, le Jupiter toucha une mine hollandaise et coula, les De Ruyter et Java furent torpillés et coulés. Cet engagement fut suivi le lendemain par la bataille du détroit de la Sonde, mais le Naka n'était pas présent.
Début mars, le croiseur patrouille entre Java et les Célèbes Le 14, il est informé qu'il devient navire amiral de la force d'invasion de l'île Christmas. La force est composée du Naka, de la 16e division de croiseurs (Nagara et Natori), de la 9e division de destroyers (Minegumo et Natsugumo), de la 22e division de destroyers (Satsuki, Minazuki, Fumizuki et Nagatsuki), de la 16e division de destroyers (Amatsukaze et Hatsukaze), du pétrolier Akebono Maru et des transports Kimishima Maru et Kumagawa Maru. Les opérations de débarquement se déroulent sans problème jusqu'au 31 mars 1942, lorsque le Naka est attaqué sans succès par 4 torpilles tirées du sous-marin USS Seawolf. Le lendemain, il est de nouveau attaqué par le sous-marin et touché à tribord de sa première chaudière. Il est remorqué le plus vite possible par le Natori à la baie de Bantam (Java), où il reçoit des réparations temporaires. Il se rend ensuite à Singapour puis au Japon, où il est placé en réserve jusqu'en avril 1943.
Le 1er avril 1943, le Naka est réaffecté à la nouvelle 14e division de croiseurs du Contre-amiral Kenzo Ito, en compagnie de l'Isuzu. Le croiseur atteint Truk le 30 avril 1943. Les mois suivant, il effectue des Tokyo Express entre îles Marshall et Nauru. Le 21 octobre 1943, les Naka et Isuzu embarquent des troupes de l'armée à Shanghai. Le convoi est intercepté par le sous-marin USS Shad en mer de Chine orientale le 23 octobre 1943, tirant 10 torpilles sans succès. Le 3 novembre 1943, le convoi est attaqué à 60 milles marins (111 km) au nord de Kavieng par des bombardiers Consolidated B-24 Liberator du 13e Air Force. Le Naka arrive à Rabaul le 5 novembre 1943, le jour-même du bombardement sur la ville, où il est légèrement endommagé par des bombardiers en piqué des porte-avions USS Saratoga et Princeton. Le 23 novembre 1943, le croiseur quitte Ponape avec des renforts pour Tarawa, mais l'île est conquise par les Américains avant que les renforts ne soient débarqués.
Du 17 au 18 février 1944, le Naka porte assistance au croiseur léger Agano, torpillé la veille par le sous-marin USS Skate. Peu après le départ du Naka, la base de Truk est attaquée par la Task Force 58 lors de l'opération Hailstone, au cours de laquelle les Américains coulent 31 transports, 10 navires de guerre (deux croiseurs, quatre destroyers et quatre navires auxiliaires), détruisent 200 avions et en endommagent une centaine d'autres. L'ancienne base majeure de la Marine impériale japonaise est rayée de la carte.
Au même moment, le Naka est attaqué à 35 milles nautiques (65 km) à l'ouest de Truk par trois vagues de Curtiss SB2C Helldiver et de Grumman TBF Avenger du porte-avions USS Bunker Hill et des Grumman TBF Avenger du VT-25 du porte-avions Cowpens. Il parvient à éviter les deux premières vagues, mais la troisième lui sera fatale. Le Naka est touché par une bombe et une torpille, se brise en deux, et coule rapidement à la position géographique 7° 15′ N, 151° 15′ E. Environ 240 marins périssent dans le naufrage, les patrouilleurs sauvant 210 hommes, dont le Capitaine Yoshimasa Sutezawa.
Le Naka est retiré des listes de la marine le 31 mars 1944.